# Gustav Creuzer
Gustav Creuzer, auch Creutzer (* 9. April 1812 in Marburg, Kurfürstentum Hessen; † 23. Oktober 1862 ebenda), war ein deutscher Maler und Lithograf.

## Leben

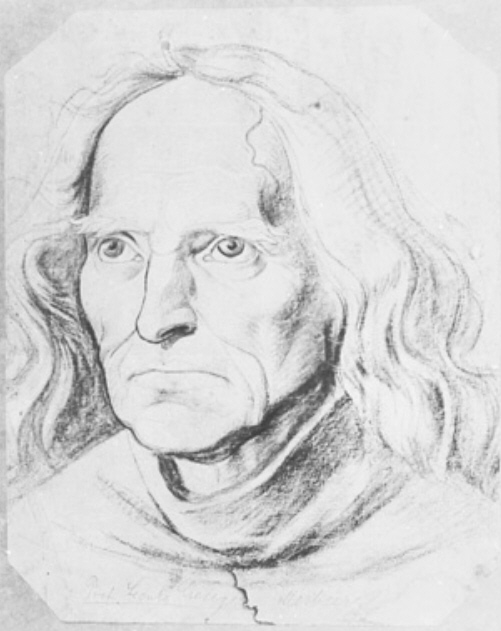
Andreas Leonard Creuzer, Bildnis des Vaters, um 1840

Nach dem Besuch des Marburger Pädagogiums studierte Creuzer, Sohn des Marburger Professors Andreas Leonhard Creuzer, von 1834 bis 1836 sowie im Jahr 1838 an der Kasseler Kunstakademie Malerei. In den Jahren 1836/1837 war er Schüler der Landschafterklasse von Johann Wilhelm Schirmer an der Kunstakademie Düsseldorf. 1839 kehrte er nach Marburg zurück, wo er als Zeichenlehrer, Landschafts- und Porträtmaler tätig war. Creuzers Sohn Felix studierte ebenfalls Landschaftsmalerei an der Düsseldorfer Akademie, jener aber bei Hans Fredrik Gude.